# 天主教聖維森特教區
天主教聖安娜教區（拉丁語：Dioecesis Sancti Vincentii）是薩爾瓦多一個羅馬天主教教區，屬聖薩爾瓦多總教區。
教區成立於1943年12月18日，包括聖維森特省北部和卡瓦尼亞斯省。2010年有教友467,779人（佔轄區總人口92.1%）、卅五個堂區、五十八名司鐸。現任教區主教為若瑟·厄里亞·勞達·古鐵雷斯。